# チーム・負けん気
チーム・負けん気（チーム・まけんき）は、チャオ ベッラ チンクエッティ（旧：THE ポッシボー）、吉川友、アップアップガールズ（仮）により構成されていた日本の女性アイドルグループ。所属事務所はアップフロントクリエイト。2014年2月から2018年7月まで活動していた。

## 活動休止時のメンバー
| 所属グループ名               | 名前           | よみ                   | 生年月日（年齢）       | 出身地                                     |
| ---------------------------- | -------------- | ---------------------- | ---------------------- | ------------------------------------------ |
| チャオ ベッラ チンクエッティ | 諸塚香奈実     | もろづか かなみ        | 1989年11月1日（35歳）  | 埼玉県                                     |
| チャオ ベッラ チンクエッティ | 橋本愛奈       | はしもと あいな        | 1992年10月3日（32歳）  | 神奈川県                                   |
| チャオ ベッラ チンクエッティ | 岡田ロビン翔子 | おかだ ろびん しょうこ | 1993年3月15日（32歳）  | アメリカ合衆国 マサチューセッツ州 ボストン |
| チャオ ベッラ チンクエッティ | 後藤夕貴       | ごとう ゆき            | 1993年6月12日（32歳）  | 神奈川県                                   |
| （ソロ）                     | 吉川友         | きっかわ ゆう          | 1992年5月1日（33歳）   | 茨城県                                     |
| アップアップガールズ（仮）   | 古川小夏       | ふるかわ こなつ        | 1992年6月5日（33歳）   | 神奈川県                                   |
| アップアップガールズ（仮）   | 森咲樹         | もり さき              | 1993年10月12日（31歳） | 神奈川県                                   |
| アップアップガールズ（仮）   | 佐保明梨       | さほ あかり            | 1995年6月8日（30歳）   | 東京都                                     |
| アップアップガールズ（仮）   | 関根梓         | せきね あずさ          | 1996年6月14日（29歳）  | 長野県                                     |
| アップアップガールズ（仮）   | 新井愛瞳       | あらい まなみ          | 1997年11月19日（27歳） | 群馬県                                     |

### 活動休止前に脱退したメンバー
| 旧所属グループ名             | 名前       | よみ            | 生年月日（年齢）       | 出身地       |
| ---------------------------- | ---------- | --------------- | ---------------------- | ------------ |
| チャオ ベッラ チンクエッティ | 秋山ゆりか | あきやま ゆりか | 1992年10月19日（32歳） | 神奈川県     |
| アップアップガールズ（仮）   | 仙石みなみ | せんごく みなみ | 1991年4月30日（34歳）  | 宮城県仙台市 |
| アップアップガールズ（仮）   | 佐藤綾乃   | さとう あやの   | 1995年1月7日（30歳）   | 神奈川県     |

## 略歴

### 背景
THE ポッシボー（2015年7月8日、チャオ ベッラ チンクエッティに改名）のメンバー、吉川友、アップアップガールズ（仮）のメンバーはハロプロエッグ出身である。
THE ポッシボーはハロプロエッグを2007年に卒業し、2008年にメジャーデビューした。吉川はハロプロエッグの研修課程を2010年に修了し、2011年にメジャーデビューした。アップアップガールズ（仮）のメンバーは各々ハロプロエッグの研修課程を2010年から2011年にかけて修了し、2011年に同グループが結成された。以降、THE ポッシボーとアップアップガールズ（仮）は2011年11月、2012年10月に2マンライブを開催していた。
2013年10月7日、THE ポッシボーとアップアップガールズ（仮）による3回目の2マンライブが横浜BLITZにて開催された。同ライブでは吉川がサプライズゲストとして登場し「吉川友とポッシポッシガールズ（仮）」を結成することを提案した。同年11月24日に赤坂BLITZで行われたTHE ポッシボーのライブツアーの最終公演では、アップアップガールズ（仮）と吉川友が登場し、ライブツアー『THE ポッシボーVS吉川友VSアップアップガールズ（仮）〜吉川友とポッシポッシガールズ（仮）〜』が開催されることが発表された。

### 2014年
2月6日、同ライブツアーの初日公演が新宿BLAZEにて行われた。同公演では、吉川の発言により3組のチーム名を提案する流れとなり、アップアップガールズ（仮）の佐藤綾乃が「チーム負けん気」、同じく古川小夏が「脱線プロジェクト」、同じく仙石みなみが「下克上」、THE ポッシボーの後藤夕貴が「たまごくらぶ」という名前を提案した。チーム名は結局、提案された名前の中から「チーム負けん気（仮）」となった。佐藤は「私たちは小さいけど負けん気の強さでまだまだ大きくなれるんじゃないかと思って」と命名の理由について説明した。また、同公演では同ライブツアーで披露するための新曲「無限、Fly High!!」が披露された。その後、2月23日に伏見JAMMINで行われた同ライブツアーの公演では「チーム・負けん気（仮）」によるメールサークルが開設されることが発表された。
8月2日、東京・お台場地区で行われた『TOKYO IDOL FESTIVAL 2014』では、グループの1stシングル「無限、Fly High!!」が9月17日にリリースされることが発表された。また同日、グループ名が「チーム・負けん気（仮）」から「チーム・負けん気」に改名された。

### 2015年
8月10日、秋山ゆりかがチャオ ベッラ チンクエッティを卒業し、チーム・負けん気は12人体制となった。

### 2017年
9月15日、仙石みなみ・佐藤綾乃がアップアップガールズ（仮）を卒業し、チーム・負けん気は10人体制となった。

### 2018年
7月14日、Shibuya WWW Xにて開催されたラストライブ『チーム・負けん気 FINAL 〜10年後また戦いますん〜』をもって活動休止。
（補足）8月2日、チャオ ベッラ チンクエッティが豊洲PITでラストライブを開催し解散。

## 作品

### シングル
- 無限、Fly High!!（2014年9月17日、UP-FRONT WORKS）[15][10]

### DVD
- チーム・負けん気〜本気☆勝ちます〜1stライブハウスツアー（2015年1月14日、UP-FRONT WORKS）[16][17]
- The Girls Live Vol.9（2015年5月13日、UP-FRONT WORKS） - 「無限、Fly High!!」のスタジオライブ、スタジオ収録オフショットを収録[18]

## 出演

### 主なライブ

#### 単独ライブ
- THE ポッシボーvs.吉川友vs.アップアップガールズ（仮）〜吉川友とポッシポッシガールズ（仮）〜（2014年2月6日 - 3月8日）[7]
- チーム・負けん気 1stライブハウスツアー〜本気☆勝ちます〜（2014年9月28日 - 10月25日）[19]
- チーム・負けん気 7大都市ツアー 〜本気☆輝きます〜（2015年2月21日 - 3月23日）[20]
- チーム・負けん気 セレクトメンバー ライブ（2015年10月26日 - 、AKIBAカルチャーズ劇場）[21]
- チーム・負けん気 FINAL 〜10年後また戦いますん〜（2018年7月14日、Shibuya WWW X）[22]

#### 合同ライブ
- TOKYO IDOL FESTIVAL 2014（2014年8月2日、東京・お台場地区）[10]
- @JAM EXPO 2014（2014年8月31日、横浜アリーナ）[23]
- 大学対抗 女子大生アイドル日本一決定戦「UNIDOL2014-15 Winter」にサプライズゲスト出演（2015年3月8日、ZeppDiverCity）[24]
- TOKYO IDOL FESTIVAL 2015（2015年8月1日、青海・お台場地区）[25] - 「矢口真里 respected by チーム・負けん気」としての出演[26]

### 舞台
- 即興&演劇「楽屋〜負けん気〜」（2015年11月10日・11日、新宿シアターモリエール） - 高橋愛・吉川・後藤・橋本・諸塚・仙石・古川・森が出演[27]

### インターネット番組
- GREEN ROOM（2015年4月30日 - 2016年1月21日[28]） - ハロー!プロジェクト、チーム・負けん気、Bitter & Sweetなどのリハーサル映像等が配信されていたYouTubeオリジナル番組[29]